# Didier Queloz
Didier Patrick Queloz (n. 23 februarie 1966, Geneva, Geneva, Elveția) este un astronom elvețian, profesor la Observatorul astronomic al Universității din Geneva (Elveția) și Laboratorul Cavendish de la Universitatea Cambridge (Marea Britanie), specializat în cercetarea exoplanetelor. 
În 2019, a fost distins cu Premiul Nobel pentru Fizică, alături de James Peebles și Michel Mayor, „pentru contribuții la înțelegerea evoluției Universului și a locului Pământului în Cosmos”.